# Mike i Dave sháněj holku
Mike i Dave sháněj holku (v anglickém originále Mike and Dave Need Wedding Date) je americká komedie z roku 2016, kterou zrežíroval Jake Szymanski a scénář k ní napsali Andrew J. Cohen a Brendan O'Brien. Hlavní role hrají Zac Efron, Adam DeVine, Anna Kendrick a Aubrey Plaza. Snímek je inspirovaný skutečnou událostí, žádostí na internetové stránce Craiglist, kde dva bratři hledali holky na svatbu své sestřenice, žádost se stala virální v únoru 2013, bratři nakonec napsali knihu Mike and Dave Need Wedding Dates: and A Thousand Cocktails.
Film měl premiéru v Los Angeles 30. června 2016 a do kin byl oficiálně uveden 8. července 2016. Film získal mix recenzí od kritiků. Vydělal 77 milionů dolarů.

## Obsazení
| Zac Efron           | David "Dave" Stangle   |
| Anna Kendrick       | Alice                  |
| Adam DeVine         | Michael "Mike" Stangle |
| Aubrey Plaza        | Tatiana                |
| Stephen Root        | Burt Stangle           |
| Stephanie Faracy    | Rosie                  |
| Sugar Lyn Beard     | Jeanie Stangle         |
| Alice Wetterlund    | sestřenice Terry       |
| Kumail Nanjiani     | Keanu                  |
| Jake Johnson        | Ronnie                 |
| Wendy Williams      | samu sebe              |
| Branscombe Richmond | šéfkuchařka kalani     |
| Chloe Bridgeds      | Chloe                  |
| Lavell Crawford     | Keith                  |

## Přijetí
Film vydělal 46 milionů dolarů v Severní Americe a 31 milionů dolarů v ostatních oblastech, celkově tak vydělal 77 milionů dolarů po celém světě. Rozpočet filmu činil 33 milionů dolarů. V Severní Americe byl oficiálně uveden 8. července 2016, společně s animovaným filmem Tajný život mazlíčků . Za první víkend docílil čtvrté nejvyšší návštěvnosti, kdy vydělal 16,6 milionů dolarů. Na prvním místě se umístil Tajný život mazlíčků (103,2 milionů dolarů), na druhém Legenda o Tarzanovi (20,6 milionů dolarů) a na třetím Hledá se Dory (20,3 milionů dolarů).
Film získal jak pozitivní tak negativní recenze kritiků. Na recenzní stránce Rotten Tomatoes získal ze 138 započtených recenzí 37 procent s průměrným ratingem 4,8 bodů z deseti. Na serveru Metacritic snímek získal z 32 recenzí 51 bodů ze sta. Na Česko-Slovenské filmové databázi snímek získal 59%.